# Partido Obrero Alemán
El Partido Obrero Alemán (DAP, del alemán: Deutsche Arbeiterpartei) fue un pequeño partido político de extrema derecha y de corta existencia, conocido por haber sido el embrión del posterior Partido Nacionalsocialista Obrero Alemán (NSDAP).

## Historia

### Primeros años
Fue fundado el 5 de enero de 1919 en el hotel Fürstenfelder Hof de Múnich por un cerrajero ferroviario llamado Anton Drexler, que era miembro de la ocultista «Sociedad Thule». Más tarde se le unieron el periodista Karl Harrer y el también cerrajero ferroviario Michael Lotter. El DAP se identificaba con la corriente nacionalista popular y racista conocida como völkisch. Durante esos años de posguerra aparecieron muchos grupos de este tipo como resultado de la impotencia generada por la derrota en la Primera Guerra Mundial, siendo el DAP uno más de ellos, un grupo político pequeño y desconocido que se reunía en cervecerías de la ciudad de Múnich. Harrer figuraba con el título honorífico de presidente nacional y Drexler como el presidente del grupo local. El primer gestor de DAP sería Rudolf Schüssler. 

### Transformación

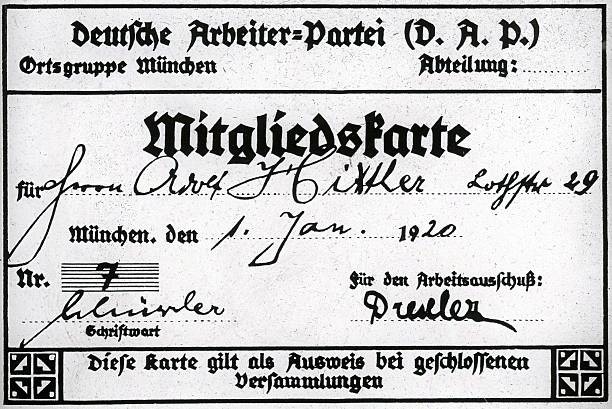
Carné de Adolf Hitler del DAP, antes de convertirse en el NSDAP.

Un joven Adolf Hitler, cumpliendo con sus funciones de informador para el ejército (en el cual se había quedado enrolado tras la guerra), visitó por orden de sus superiores un mitin del DAP el 12 de septiembre de 1919 en la cervecería Sterneckerbräu, situada en la avenida Tal, 54. A la exposición del orador de esa noche, Gottfried Feder, le siguió una mesa redonda donde los asistentes, no más de 35, podían discutir sobre asuntos de interés. Uno de los presentes, Baumann, tomó la palabra y, entre otras cosas, argumentó que Baviera debería separarse de Alemania y anexarse a Austria. Hitler no aceptó semejante idea y, con una breve pero tajante intervención en la que tuvo tiempo de mostrar sus dotes para la oratoria y la argumentación, acalló a su interlocutor, sorprendiendo por su forma de expresarse a los dirigentes del partido. El orador no tardó en salir de la habitación completamente derrotado. Impresionado con Hitler, Drexler lo invitó a unirse al DAP. Hitler aceptó hacerlo el 12 de septiembre de 1919, convirtiéndose en el 555º miembro del partido. La fecha en la que Hitler ingresó al partido no existían tarjetas o cartillas de membresía, por lo que esta numeración no se efectuaría hasta enero de 1920, ordenándose por orden alfabético los militantes inscritos hasta ese momento y asignándoles por ese orden un número a partir del 500, para dar la impresión de ser más cantidad de miembros. Sin mucha demora fue el propio Hitler nombrado jefe de propaganda. Dio su primer mitin el 16 de octubre de 1919 en la cervecería Hofbräukeller, ante poco más de cien personas. 
El comité de trabajo del partido acostumbraba a reunirse en el restaurante Alte Rosenbad primero, y después en el Café Gasteig, hasta que se estableció la primera sede oficial el 15 de enero de 1920 en una de las habitaciones de la vieja Sterneckerbräu. Para ese enero, el partido tiene 64 miembros inscritos. El día 5 de enero Karl Harrer había renunciado como presidente nacional del DAP, y le sucedió Anton Drexler. 
El partido no tenía programa, solo una breve «Ley Fundacional». El 24 de febrero de 1920, durante un mitin en la sala de fiestas de la Hofbräuhaus de Múnich, con asistencia de unas dos mil personas, el DAP cambió su nombre a Partido Nacionalsocialista Obrero Alemán (NSDAP) y proclamó el programa de los 25 puntos que regiría al partido nazi hasta su prohibición. Hitler introdujo en movimiento un grupo paramilitar uniformado, el llamado más tarde Sturmabteilung (SA), similar al de las Camisas negras de Mussolini, así como postulados altamente racistas y antisemitas.